# 棍贝子府
棍贝子府是位于中国北京市西城区新街口东街的清朝固山贝子棍布扎布的府第。如今该府尚存花园，位于新街口东街31号北京积水潭医院内。

## 历史
该府最早为康熙帝三子诚亲王允祉的新府，《乾隆京城全图》中此处标为“固山贝子弘暻府”，嘉庆年间改赐清仁宗四女庄静固伦公主，故又称“四公主府”。嘉庆七年庄静固伦公主下嫁卓索图盟土默特右翼旗（今辽西一带）固山贝子玛尼巴达喇，光绪六年棍布扎布（即庄静固伦公主曾孙）袭爵固山贝子，人称“棍贝子”，由此改称“棍贝子府”。

## 建筑
该府内的花园面积很大，花园内有东、西两座土山，引玉河水入花园形成潭水。1950年代，为兴建北京积水潭医院，将该府建筑大部分拆除，仅存花园内的树木山石、花厅以及两幢重楼。如今，花园残存建筑由北京积水潭医院管理并使用。